# Nesticus monticola
Nesticus monticola är en spindelart som beskrevs av Takeo Yaginuma 1979. Nesticus monticola ingår i släktet Nesticus och familjen grottspindlar. Inga underarter finns listade i Catalogue of Life.